# Andréi Bely
Andréi Bely o Andréi Bieli (Андрей Белый, en ruso "Andrés Blanco") es el seudónimo de Borís Nikoláyevich Bugáiev (ruso: Борис Николаевич Бугаев; Moscú, 14 de octubrejul./ 26 de octubre de 1880greg. - Moscú, 8 de enero de 1934), novelista, poeta y crítico literario simbolista ruso, considerado por algunos críticos, como Vladímir Nabókov, el autor más importante del siglo XX en lengua rusa. Su novela Petersburgo (también traducida como San Petersburgo) es a menudo comparada al Ulysses de Joyce. Otras destacadas novelas suyas son La paloma de plata y Yo, Kótik Letáiev.

## Biografía
Borís Bugáyev nació en una destacada familia del mundo intelectual ruso. Su padre, Nikolái Bugáiev (Nikolai Bugaev), fue un importante matemático, considerado el fundador de la escuela de matemáticas de Moscú. Entre 1899 y 1906, el joven Borís estudió en la Universidad de Moscú, primero Ciencias Naturales, y después Filología y Filosofía. Estaba también muy interesado por la música y la religión, y leyó a filósofos como Schopenhauer y Nietzsche, que tuvieron una gran influencia en su formación.
Decidió tempranamente consagrarse en exclusiva a la literatura. Desde comienzos de siglo, comenzó a frecuentar las reuniones del grupo simbolista moscovita aglutinado en torno a la editorial Escorpio. Más adelante, formaría el grupo llamado los "argonautas", junto con Serguéi Soloviov, Aleksandr Blok y Ellis (Kobylinski), que editó entre 1906 y 1909 la revista El vellocino de oro. El principal mentor estético de este grupo era el filósofo idealista Vladímir Soloviov, tío de uno de los poetas del grupo.

## El escritor
Bugáyev publicó su primer libro, Segunda Sinfonía, Dramática, en 1902, con el seudónimo de 'Andréi Bely, para evitar avergonzar a su padre, que era por entonces el decano de la Facultad de Ciencias. Más adelante publicaría otras tres "sinfonías", hasta 1908. En estos libros, de prosa poética, el autor intentaba combinar la literatura con la música y la pintura.
Durante esos años, Bely publicó también varios libros de versos, como Zóloto v lazuri (1904), Pépel ("Ceniza", 1909) y Urna (1909). Este último es una colección de poemas amorosos, dedicados a la esposa de Aleksandr Blok, Liubov Mendeléyeva (hija de Dmitri Mendeléyev), con la que Bely mantuvo un idilio. 
En 1910, Bely publicó su primera novela, La paloma de plata. En 1912 contrajo matrimonio con Asiya Turguéneva, sobrina nieta de Iván Turguénev, a quien había conocido algunos años antes. Durante esta época, se convirtió en seguidor de la antroposofía del austríaco Rudolf Steiner, y viajó con su esposa a Dornach, en Suiza, donde Steiner estaba construyendo su Templo Antroposófico. Entre 1913 y 1914 se publicó por entregas en la revista Sirin su segunda novela, Petersburgo, que aparecería finalmente en libro en 1916. Petersburgo, que es generalmente considerada su obra maestra y una de las novelas más importantes de la literatura del siglo XX en lengua rusa, conocería posteriormente nuevas versiones, aparecidas, respectivamente, en 1922, en Berlín, y en 1928, en la Unión Soviética. 
Dejando a su esposa en Dornach, Bely regresó a Rusia en 1916. Vivió esperanzadamente la Revolución rusa de 1917. Trabajó como archivista y bibliotecario, e impartió conferencias sobre literatura y sobre las ideas antroposóficas. Su sentir en estos años se refleja en su ensayo Revolución y cultura, publicado en 1917, y en su poema "Jristós voskrese" (Cristo resucitado), de 1918. 
Volvió a viajar a Europa entre 1921 y 1923. De regreso en Rusia, escribió una nueva trilogía novelística con Moscú como tema central, así como sus memorias, en tres volúmenes (1930-1934). Se casó en 1931 con Klavdia Nikoláievna Vasílieva. Su último libro fue Masterstvó Gógolya ("La maestría de Gógol", 1934), ensayo dedicado al estudio del lenguaje y el estilo del gran novelista ruso del siglo XIX. 
Andréi Bely falleció en Moscú el 8 de enero de 1934.
Las obras de Bely estuvieron prohibidas en la Unión Soviética entre 1940 y 1965. Algunos de los escritores sobre los que ejerció una mayor influencia fueron Yuri Olesha (1899-1960), Borís Pilniák (1984-1941), Borís Pasternak y Vladímir Nabókov.

### Petersburgo
La novela Petersburgo ("Петербург") es generalmente considerada la obra maestra de Bely. Está ambientada en la época de la Revolución rusa de 1905, en la ciudad que da nombre al libro, y narra las andanzas de un joven revolucionario, Nikolái Ableújov, que recibe la orden de asesinar a su propio padre, el senador zarista Apolón Apolónovich Ableújov, poniendo una bomba en su estudio. Se han destacado las similitudes de esta novela con otras obras cercanas en el tiempo, sobre todo con el Ulysses (1922) de Joyce y con Berlin Alexanderplatz (1929) de Alfred Döblin. Como en ellas, la ciudad es el verdadero protagonista de la novela, la acción se desarrolla en aproximadamente 24 horas, y se utiliza profusamente el sentido del humor.

## Libros
Poesía
- Segunda Sinfonía, Dramática, 1902
- Sinfonía del Norte, Heroica, 1904
- Vuelta, 1905
- Copa de ventiscas, 1908
- El oro en azul, (Zóloto v lazuri) 1904
- Ceniza (Pépel), 1909
- La urna, 1909
- Cristo resucitado (Jristós voskrése), 1918
- Estrella, 1922

Novelas
- La paloma de plata, 1912
- Petersburgo, 1913-1914
- Kótik Letáiev, 1914-1915
- El chino bautizado, 1921
- Moscú, 1926
- Máscaras, 1932

Memorias
- Memorias de Blok, 1922-1923
- En el cruce de dos siglos, 1930
- Los principios del siglo, 1933
- Entre dos revoluciones, 1934

Ensayos
- Simbolismo, 1910
- El prado verde, 1910
- Rudolf Steiner y Goethe en la concepción del mundo moderna, 1917
- En el paso, 1918
- Masterstvó Gógolia ("La maestría de Gógol", 1934)

## Versiones al español
- San Petersburgo, Barcelona, Planeta, 1962, traducción de Juan E. Benusiglio.
- Petrogrado. Los estertores de un imperio. Barcelona, Mateu. 1962, versión de Vicente Santiago.
- Petersburgo, Madrid, Alfaguara, 1981. traducción de José Fernández Sánchez. ISBN 84-204-2700-4.
- Petersburgo. Madrid, Akal, 2009, versión de Rafael Cañete Fuillerat. ISBN 978-84-460-2795-2.
- La paloma de plata, Pamplona: Laetoli, 2007, traducción de María García Barris. ISBN 978-84-934862-9-7.
- Yo, Kótik Letáiev, Madrid, Nevky, 2010, traducción de María García Barris. ISBN 978-84-937466-9-8.